# Challenge Fuerteventura
Die Challenge Fuerteventura ist eine ehemalige Triathlon-Veranstaltung über die Halbdistanz (1,9 km Schwimmen, 90 km Radfahren und 21 km Laufen). Sie fand von 2011 bis 2016 jährlich auf der spanischen Kanaren-Insel Fuerteventura statt und war Teil der Challenge-Triathlon-Weltserie.

## Organisation
Die Challenge Fuerteventura fand erstmals im Jahr 2011 statt und Sieger der Erstaustragung waren die Spanierin Eva Ledesma sowie der Däne Rasmus Henning.
Beim Wettbewerb im Jahr 2014 siegten die Dänin Camilla Pedersen und der deutsche Andreas Dreitz. Unter den Startern war auch der Formel-1-Fahrer Jenson Button.
2016 war hier die letzte Austragung und 2017 wurde das Rennen abgelöst durch die Challenge Mogán auf Gran Canaria.

### Streckenverlauf

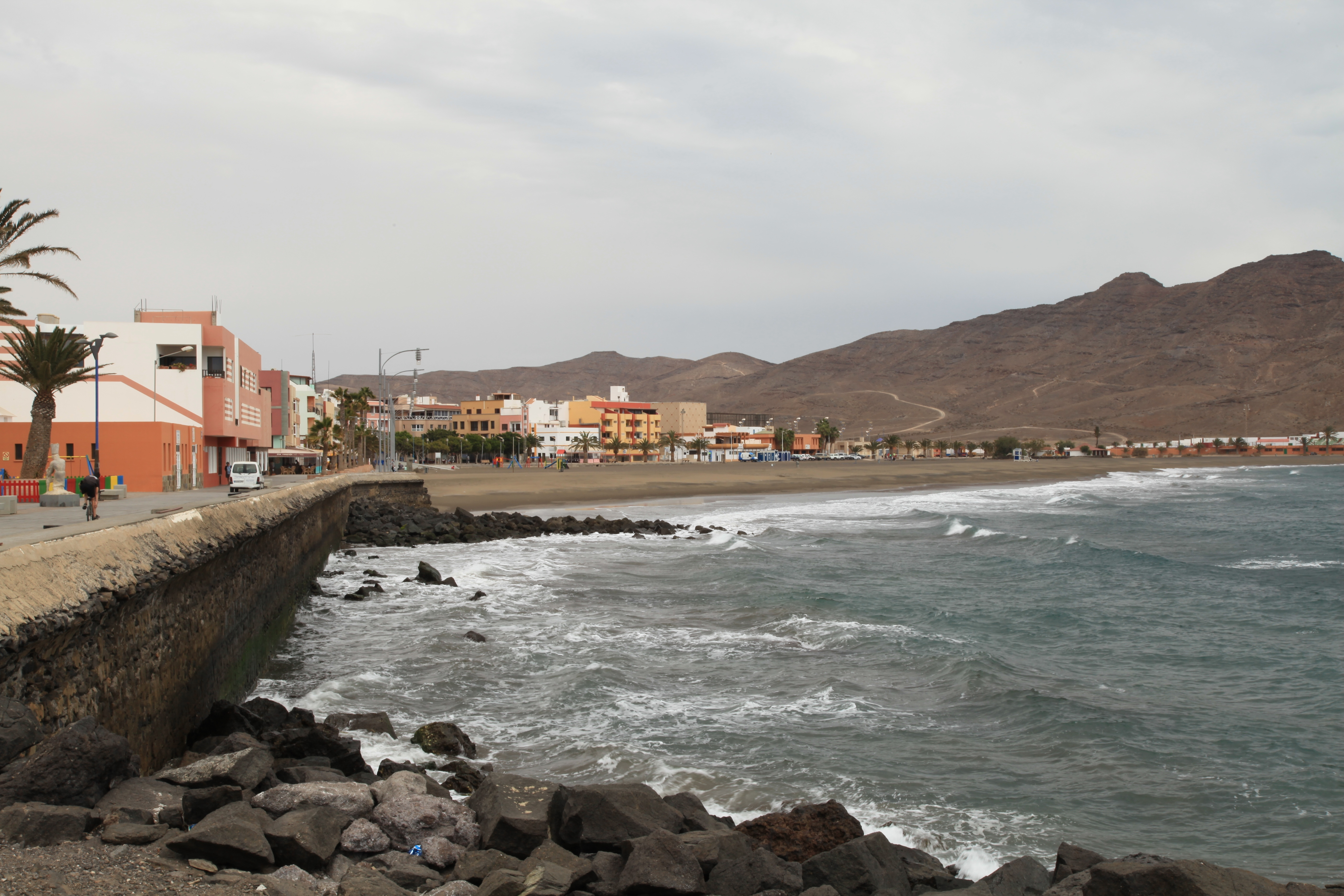
Küste von Gran Tarajal

- Die Schwimmstrecke über 1,9 km ging über eine Runde im Atlantik vor dem Badeort Las Playitas in der Gemeinde Tuineje.
- Die Radstrecke über 90 km führte von Las Playitas auf einem Rundkurs zunächst in Richtung La Pared, dann über die Orte Pájara und Tuineje zurück nach Las Playitas. Die Strecke beinhaltete drei größere Anstiege bei km 35 nach Tesejerague, nach 50 km sowie bei km 70 vor Tuineje. Die Teilnehmer mussten insgesamt 1208 hm überwinden.[2]
- Die Laufstrecke über 21 km befindet sich zwischen den Orten Las Playitas und dem Küstenort Gran Tarajal und ist zweieinhalbmal zu absolvieren. Auf der ersten Runde wenden die Triathleten im späteren Zielort und kehren zurück nach Las Playitas. Von dort absolvieren sie eine verkürzte zweite Runde mit erneuter Rückkehr zum Startort. Auf der dritten Runde befand sich dann das Ziel in Gran Tarajal.

| Streckenrekorde Fuerteventura  | Streckenrekorde Fuerteventura | Streckenrekorde Fuerteventura | Streckenrekorde Fuerteventura | Streckenrekorde Fuerteventura | Streckenrekorde Fuerteventura |
| Männer                         | Männer                        | Männer                        | Frauen                        | Frauen                        | Frauen                        |
| ------------------------------ | ----------------------------- | ----------------------------- | ----------------------------- | ----------------------------- | ----------------------------- |
| Rasmus Henning                 | 3:57:16 h                     | 2012                          | Lisa Nordén                   | 4:26:35 h                     | 2013                          |
| Disziplinrekorde Fuerteventura |                               |                               |                               |                               |                               |
| Schwimmen                      |                               |                               |                               |                               |                               |
| Rasmus Henning                 | 21:42 min                     | 2011                          | Lisa Nordén                   | 24:30 min                     | 2013                          |
| Radfahren                      |                               |                               |                               |                               |                               |
| Rasmus Henning                 | 2:19:20 h                     | 2012                          | Lisa Nordén                   | 2:35:09 h                     | 2013                          |
| Laufen                         |                               |                               |                               |                               |                               |
| Joerie Vansteelant             | 0:44:49 h                     | 2013                          | Eimear Mullan                 | 1:20:29 h                     | 2014                          |

## Ergebnisse
| Datum         | Männer                  | Männer             | Männer                    | Frauen            | Frauen        | Frauen               |
| Datum         | Erster Platz            | Zweiter Platz      | Dritter Platz             | Erster Platz      | Zweiter Platz | Dritter Platz        |
| ------------- | ----------------------- | ------------------ | ------------------------- | ----------------- | ------------- | -------------------- |
| 23. Apr. 2016 | Andreas Böcherer        | Will Clarke        | Timo Bracht               | Anja Beranek      | Emma Bilham   | Emma Pooley          |
| 25. Apr. 2015 | Jonathan Ciavattella    | Ritchie Nicholls   | Patrik Nilsson            | Daniela Ryf       | Anja Beranek  | Eimear Mullan        |
| 26. Apr. 2014 | Andreas Dreitz          | Sylvain Sudrie     | Horst Reichel             | Camilla Pedersen  | Eimear Mullan | Daniela Sämmler      |
| 13. Apr. 2013 | Jens Toft               | Joerie Vansteelant | Konstantin Bachor         | Lisa Nordén (SR)  | Eimear Mullan | Daniela Sämmler      |
| 14. Apr. 2012 | Rasmus Henning -2- (SR) | Daniel Halksworth  | Victor Del Corral Morales | Emma-Kate Lidbury | Lucy Gossage  | Eva Nyström          |
| 1. Mai 2011   | Rasmus Henning          | Martin Jensen      | Stephen Bayliss           | Eva Ledesma       | Erika Csomor  | Edith Niederfriniger |